# وانسا اسپرینگورا
وانِسا اسپرینگورا (به فرانسوی: Vanessa Springora) زادهٔ ۱۶ مارس ۱۹۷۲ در پاریس، نویسنده، ناشر و کارگردان زن فرانسوی است.

## زندگی‌نامه
وانِسا پس از جدایی پدر و مادر از هم، در کنار مادر دوره نوجوانی و جوانی را گذراند. با اینکه رشتهٔ دانشگاهی او ادبیات مدرن بود، از ۲۰۰۳ برای مرکز ملی سمعی و بصری فرانسه به تهیه و کارگردانی فیلم پرداخت و این حرفه را سال‌ها ادامه داد؛ اما از ۲۰۱۹، مدیریت انتشارات ژولیار (éditions Julliard) را بر عهده گرفته‌است.
آوازهٔ وانِسا اسپرینگورا در ۲۰۲۰، با انتشار اولین رمانش با عنوان رضایت (Le Consentement) یک‌باره در رسانه‌ها بر سر زبان‌ها افتاد و در پی آن، این رمان به فروش بالایی دست یافت به طوری که در عرض سه روز ۱۰۰۰۰ نسخه و بعد از سه هفته ۷۵۰۰۰ نسخه از آن به فروش رفت. او در این رمان پرده از یک راز مهم در دورهٔ نوجوانی خود برداشت: او در ۱۴ سالگی با گابریل ماتزنف (Gabriel Matzneff) نویسندهٔ فرانسوی و برندهٔ چند جایزهٔ ادبی که چندین سال از خودش بزرگ‌تر بود، رابطهٔ نزدیکی برقرار کرده و خود را در اختیار او قرار داده بود. البته گابریل ماتزنف پیش‌تر در رمان La Prunelle de mes yeux (1993) به این رابطه اشاره کرده بود. در پی جنجالی که با انتشار رمان اسپرینگوا در رسانه‌ها ایجاد شد، انجمن Innocence en danger خواستار تحریم خرید آثار ماتزنف شد، ولی اسپرینگورا با این تحریم مخالفت کرد. دنیز بمباردیه از جمله کسانی بود که از اسپرینگورا به خاطر شهامت در بیان این بخش از زندگی‌اش تقدیر کرد.
رمان رضایت در همان سال انتشار، جایزهٔ ادبی ژان ژاک روسو (Prix Jean-Jacques-Rousseau) را برای نویسنده به ارمغان آورد.

## ترجمه به فارسی
- رضایت (به فرانسوی: Le consentement)، تهران: نشر قطره، 1401.[۱]